# 1 500 mètres aux championnats d'Europe d'athlétisme
Pour un article plus général, voir Championnats d'Europe d'athlétisme.
Le 1 500 mètres masculin fait partie des épreuves inscrites au programme des premiers championnats d'Europe d'athlétisme, en 1934, à Turin. L'épreuve féminine fait sa première apparition en 1969 à Athènes.
Chez les hommes, le Norvégien Jakob Ingebrigtsen est, avec trois médailles d'or remportées, l'athlète le plus titré dans cette épreuve. Chez les femmes, le record de victoires est partagé par l'Espagnole Nuria Fernández et la Britannique Laura Muir, avec deux médailles d'or chacune.  
Les records des championnats d'Europe appartiennent chez les hommes au Norvégien Jakob Ingebrigtsen, en 3 min 31 s 95 à Rome en 2024, et chez les femmes, à la Russe Tatyana Tomashova, avec une performance de 3 min 56 s 91 établie à Göteborg en 2006. 

## Palmarès

### Hommes
| Édition | Or                                        | Argent                            | Bronze                            |
| ------- | ----------------------------------------- | --------------------------------- | --------------------------------- |
| 1934    | Luigi Beccali 3 min 54 s 6                | Miklós Szabó 3 min 55 s 2         | Roger Normand 3 min 57 s 0        |
| 1938    | Sydney Wooderson 3 min 53 s 6 (CR)        | Joseph Mostert 3 min 54 s 5       | Luigi Beccali 3 min 55 s 2        |
| 1946    | Lennart Strand 3 min 48 s 0 (CR)          | Henry Eriksson 3 min 48 s 8       | Erik Jörgensen 3 min 52 s 8       |
| 1950    | Willem Slijkhuis 3 min 47 s 2 (AR)        | Patrick El Mabrouk 3 min 47 s 8   | Bill Nankeville 3 min 48 s 0      |
| 1954    | Roger Bannister 3 min 43 s 8 (CR)         | Gunnar Nielsen 3 min 44 s 4       | Stanislav Jungwirth 3 min 45 s 4  |
| 1958    | Brian Hewson 3 min 41 s 9 (CR)            | Dan Waern 3 min 42 s 1            | Ronald Delany 3 min 42 s 3        |
| 1962    | Michel Jazy 3 min 40 s 9                  | Witold Baran 3 min 42 s 1         | Tomáš Salinger 3 min 42 s 2       |
| 1966    | Bodo Tümmler 3 min 41 s 9                 | Michel Jazy 3 min 42 s 2          | Harald Norpoth 3 min 42 s 4       |
| 1969    | John Whetton 3 min 39 s 4 (CR)            | Frank Murphy 3 min 39 s 5         | Henryk Szordykowski 3 min 39 s 8  |
| 1971    | Francesco Arese 3 min 38 s 40 (CR)        | Henryk Szordykowski 3 min 38 s 70 | Brendan Foster 3 min 39 s 20      |
| 1974    | Klaus-Peter Justus 3 min 40 s 55          | Tom Hansen 3 min 40 s 75          | Thomas Wessinghage 3 min 41 s 10  |
| 1978    | Steve Ovett 3 min 35 s 59 (CR)            | Eamonn Coghlan 3 min 36 s 57      | David Moorcroft 3 min 36 s 70     |
| 1982    | Steve Cram 3 min 36 s 49                  | Nikolay Kirov 3 min 36 s 99       | Jose Manuel Abascal 3 min 37 s 04 |
| 1986    | Steve Cram 3 min 41 s 09                  | Sebastian Coe 3 min 41 s 67       | Han Kulker 3 min 42 s 11          |
| 1990    | Jens-Peter Herold 3 min 38 s 25           | Gennaro Di Napoli 3 min 38 s 60   | Mario Silva 3 min 38 s 73         |
| 1994    | Fermín Cacho 3 min 35 s 27 (CR)           | Isaac Viciosa 3 min 36 s 01       | Branko Zorko 3 min 36 s 88        |
| 1998    | Reyes Estevez 3 min 41 s 31               | Rui Silva 3 min 41 s 84           | Fermín Cacho 3 min 42 s 43        |
| 2002    | Mehdi Baala 3 min 45 s 25                 | Reyes Estevez 3 min 45 s 25       | Rui Silva 3 min 45 s 43           |
| 2006    | Mehdi Baala 3 min 39 s 02                 | Ivan Heshko 3 min 39 s 50         | Juan Carlos Higuero 3 min 39 s 62 |
| 2010    | Arturo Casado 3 min 42 s 74               | Carsten Schlangen 3 min 43 s 52   | Manuel Olmedo 3 min 43 s 54       |
| 2012    | Henrik Ingebrigtsen 3 min 46 s 20         | Florian Carvalho 3 min 46 s 33    | David Bustos 3 min 46 s 46        |
| 2014    | Mahiedine Mekhissi-Benabbad 3 min 45 s 60 | Henrik Ingebrigtsen 3 min 46 s 10 | Chris O'Hare 3 min 46 s 18        |
| 2016    | Filip Ingebrigtsen 3 min 46 s 65          | David Bustos 3 min 46 s 90        | Henrik Ingebrigtsen 3 min 47 s 18 |
| 2018    | Jakob Ingebrigtsen 3 min 38 s 10          | Marcin Lewandowski 3 min 38 s 14  | Jake Wightman 3 min 38 s 25       |
| 2022    | Jakob Ingebrigtsen 3 min 32 s 76 (CR)     | Jake Heyward 3 min 34 s 44        | Mario García 3 min 34 s 88        |
| 2024    | Jakob Ingebrigtsen 3 min 31 s 95 (CR)     | Jochem Vermeulen 3 min 33 s 30    | Pietro Arese 3 min 33 s 34        |

### Femmes
| Édition | Or                                     | Argent                            | Bronze                               |
| ------- | -------------------------------------- | --------------------------------- | ------------------------------------ |
| 1969    | Jaroslava Jehlicková 4 min 10 s 7 (WR) | Maria Gommers 4 min 11 s 9        | Paola Pigni 4 min 12 s 0             |
| 1971    | Karin Burneleit 4 min 09 s 60 (CR)     | Gunhild Hoffmeister 4 min 10 s 30 | Ellen Tittel 4 min 10 s 40           |
| 1974    | Gunhild Hoffmeister 4 min 02 s 25      | Lilyana Tomova 4 min 04 s 97      | Grete Waitz 4 min 05 s 21            |
| 1978    | Gyana Romanova 3 min 59 s 0 (CR)       | Natalia Mărăşescu 3 min 59 s 8    | Totka Petrova 4 min 00 s 2           |
| 1982    | Olga Dvirna 3 min 57 s 80 (CR)         | Zamira Zaytseva 3 min 58 s 82     | Gabriella Dorio 3 min 59 s 02        |
| 1986    | Ravilya Agletdinova 4 min 01 s 19      | Tetyana Samoylenko 4 min 02 s 36  | Doina Besliu-Melinte 4 min 02 s 44   |
| 1990    | Snežana Pajkić 4 min 08 s 12           | Ellen Kiessling 4 min 08 s 67     | Sandra Gasser 4 min 08 s 89          |
| 1994    | Lyudmila Rogachova 4 min 18 s 93       | Kelly Holmes 4 min 19 s 30        | Yekaterina Podkopayeva 4 min 19 s 37 |
| 1998    | Svetlana Masterkova 4 min 11 s 91      | Carla Sacramento 4 min 12 s 62    | Anita Weyermann 4 min 13 s 06        |
| 2002    | Süreyya Ayhan 3 min 58 s 79            | Gabriela Szabo 3 min 58 s 81      | Tatyana Tomashova 4 min 01 s 28      |
| 2006    | Tatyana Tomashova 3 min 56 s 91 (CR)   | Yuliya Chizhenko 3 min 57 s 61    | Daniela Yordanova 3 min 59 s 37      |
| 2010    | Nuria Fernández 4 min 00 s 40          | Hind Dehiba 4 min 01 s 17         | Natalia Rodríguez 4 min 01 s 30      |
| 2012    | Nuria Fernández 4 min 08 s 80          | Diana Sujew 4 min 09 s 28         | Tereza Čapková 4 min 10 s 17         |
| 2014    | Sifan Hassan 4 min 04 s 18             | Abeba Aregawi 4 min 05 s 18       | Laura Weightman 4 min 06 s 32        |
| 2016    | Angelika Cichocka 4 min 33 s 00        | Sifan Hassan 4 min 33 s 76        | Ciara Mageean 4 min 33 s 78          |
| 2018    | Laura Muir 4 min 02 s 32               | Sofia Ennaoui 4 min 03 s 08       | Laura Weightman 4 min 03 s 75        |
| 2022    | Laura Muir 4 min 01 s 08               | Ciara Mageean 4 min 02 s 56       | Sofia Ennaoui 4 min 03 s 59          |
| 2024    | Ciara Mageean 4 min 04 s 66            | Georgia Bell 4 min 05 s 33        | Agathe Guillemot 4 min 05 s 69       |

## Records des championnats

### Hommes
| Temps         | Athlète            | Lieu      | Date              | Record |
| ------------- | ------------------ | --------- | ----------------- | ------ |
| 4 min 01 s 2  | René Geeraert      | Turin     | 7 septembre 1934  |        |
| 3 min 54 s 6  | Luigi Beccali      | Turin     | 7 septembre 1934  |        |
| 3 min 53 s 6  | Sydney Wooderson   | Paris     | 5 septembre 1938  |        |
| 3 min 48 s 0  | Lennart Strand     | Oslo      | 25 août 1946      |        |
| 3 min 47 s 2  | Willem Slijkhuis   | Bruxelles | 27 août 1950      |        |
| 3 min 43 s 8  | Roger Bannister    | Berne     | 29 août 1954      |        |
| 3 min 40 s 8  | Olavi Vuorisalo    | Stockholm | 22 août 1958      |        |
| 3 min 40 s 7  | André Dehertoghe   | Budapest  | 30 août 1966      |        |
| 3 min 39 s 4  | John Whetton       | Athènes   | 20 septembre 1969 |        |
| 3 min 38 s 4  | Francesco Arese    | Helsinki  | 15 août 1971      |        |
| 3 min 35 s 6  | Steve Ovett        | Prague    | 3 septembre 1978  |        |
| 3 min 35 s 27 | Fermín Cacho       | Helsinki  | 9 août 1994       |        |
| 3 min 32 s 76 | Jakob Ingebrigtsen | Munich    | 18 août 2022      |        |
| 3 min 31 s 95 | Jakob Ingebrigtsen | Rome      | 12 juin 2024      |        |

### Femmes
| Temps         | Athlète              | Lieu     | Date              | Record |
| ------------- | -------------------- | -------- | ----------------- | ------ |
| 4 min 17 s 2  | Paola Pigni          | Athènes  | 19 septembre 1969 |        |
| 4 min 10 s 7  | Jaroslava Jehlickova | Athènes  | 20 septembre 1969 |        |
| 4 min 09 s 6  | Karin Burneleit      | Helsinki | 15 août 1971      |        |
| 4 min 02 s 3  | Gunhild Hoffmeister  | Rome     | 8 septembre 1974  |        |
| 3 min 59 s 0  | Giana Romanova       | Prague   | 3 septembre 1978  |        |
| 3 min 57 s 80 | Olga Dvirna          | Athènes  | 11 septembre 1982 |        |
| 3 min 56 s 91 | Tatyana Tomashova    | Göteborg | 13 août 2006      |        |